# Dicranomyia perexcelsior
Dicranomyia perexcelsior är en tvåvingeart som först beskrevs av Alexander 1962.  Dicranomyia perexcelsior ingår i släktet Dicranomyia och familjen småharkrankar.
Artens utbredningsområde är Bolivia. Inga underarter finns listade i Catalogue of Life.